# John Gower
John Gower (c. 1330 – octubre 1408) fou un poeta anglès, un contemporani de William Langland i el Poeta Pearl, i un amic personal de Geoffrey Chaucer. És recordat principalment per tres obres importants, el Mirour de l'Omme, Vox Clamantis, i Confessio Amantis, tres poemes llargs escrits en francès, llatí, i anglès respectivament, els quals tenen per objecte comú temes polítics i de moralitat comuna.

## Vida
Pocs detalls són sabuts dels primers anys de Gower. Va néixer probablement en el si d'una família que tenia propietats a Kent i Suffolk.:299 Stanley i Smith utilitzen un argument lingüístic per concloure que "els anys de formació de Gower van transcórrer en part a Kent i en part a Suffolk". Southern i Nicolas conclouen que la familia Gower de Kent i Suffolk no pot ser relacionada amb els Gowers de Yorkshire perquè les seves cotes d'armes són dràsticament diferents.:111 Macaulay i altres crítics han observat que devia haver dedicat un temps molt considerable llegint la Bíblia, Ovidi, Secretum Secretorum, Petrus Riga, Speculum Speculationum, Valeri Màxim, John de Salisbury, i altres.:xxx-xxxiii
El mitjà de vida de Gower resta en el misteri.:198 Podria haver practicat el dret a Londres o els seus voltants.

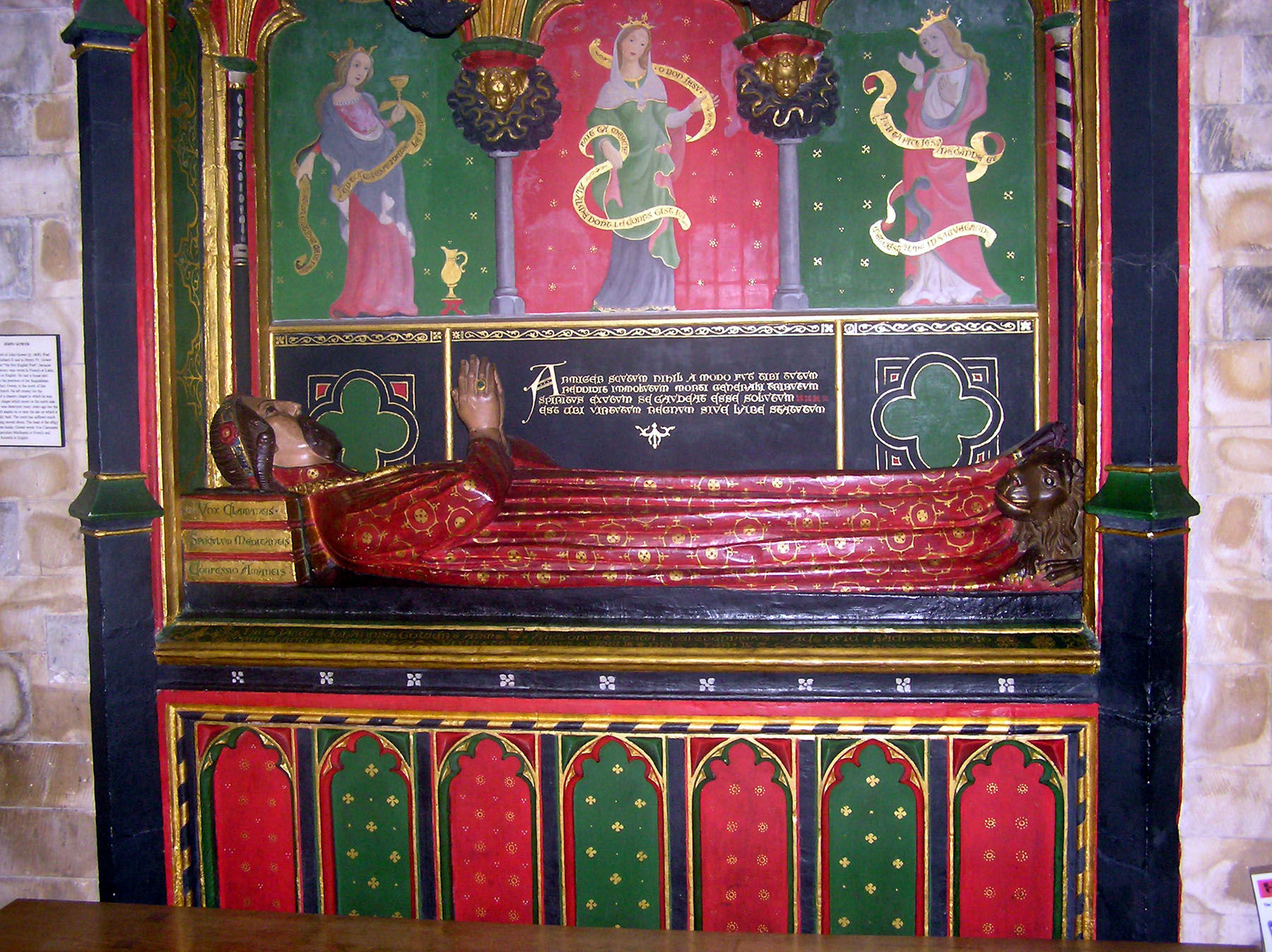
La tomba de John Gower a la catedral de Southwark. Per a més informació cliqueu en la fotografia

L'amistat de Gower amb Chaucer està ben documentada. Quan Chaucer va ser enviat com a diplomàtic a Itàlia el 1378, Gower fou un dels qui Chaucer va atorgar poders per gestionar els seus afers a Anglaterra.:xv Els dos poetes es van creuar compliments i elogis sobre llurs versos: Chaucer va dedicar el seu Troilus i Criseyde en part al "moral Gower", i Gower, a la recíproca, va posar un discurs en elogi de Chaucer en boca de Venus, al final del Confessio Amantis (primera recensió VIII.2950-70). La Introducció al conte The Man of Law   (línies 77-89) conté una referència aparent als contes de Gower de Canacee i Tyro Appolonius. Tyrwhitt (1822) va creure que això va ofendre Gower i va portar a l'extracció de l'elogi de Chaucer. per part de Venus Fonts de segle XX donen una raó més innocent a la supressió.:xxvi-xxviii
En algun moment de les primeries de la dècada del 1370, va passar a residir en cel·les del Priorat de St Mary Overie (ara Catedral de Southwark). El 1398, mentre vivint aquí, es va casar, probablement per segon cop amb la seva muller, Agnes Groundolf, que li va sobreviure.:xvii En els seus darrers anys, i possiblement ja el 1400, es quedà cec.:300
Després que la seva mort el 1408, Gower fou enterrat en una ostentosa tomba a l'església del Priorat (ara Catedral de Southwark), que encara existeix.

## Obres
Els versos de Gower són a voltes religiosos, polítics, històrics, i morals—encara que ha estat, de forma reduccionista, descrit com a "Gower moralista" atès l'epítet que li va assignar Chaucer en el seu moment .:line 1856 El seu mode primari seu és l'al·legoria, tot i que ell defuig les abstraccions en favor de l'estil senzill del contador d'històries.
Les seves obres més primerenques eren probablement balades en francès Anglo-Normand, algunes de les quals pot ser que posteriorment quedessin incloses en la seva obra  Cinkante Balades. La primera obra que ha pervingut és en la mateixa llengua: és l'Speculum Meditantis, també conegut pel títol francès Mirour de l'Omme, un poema poc menys de 30,000 línies, que conté una densa exposició de religió i moralitat.
La segona gran obra de Gower, el Vox Clamantis, va ser escrita en llatí.
El primer llibre té un relat al·legòric de la Peasants' Revolt.:xxxiv-xl Gower pren partirt pel bàndol de l'aristocràcia però les accions de Richard II són descrites com "el capità que es va esforçar en va per dirigir el curs del vaixell ".:xxxix Els llibres subsegüents descriuen els pecats de diverses classes de l'ordre social: sacerdots, frares, cavallers, camperols, mercaders, advocats. Els darrers dos llibres donen consell al rei Ricard II i expressen l'amor del poeta per Anglaterra.:xxx-lvii Tal com Gower admet, bona part del Vox Clamantis va ser manllevada d'altres autors. Macaulay s'hi refereix com a plagi de noi de col·legi. Peter classifica el Mirour i el Vox com a "literatura de queixa" en la línia de Langland.:xxxii
La seva tercera obra és el Confessio Amantis, un poema de 30,000 línies en dístics octosíl·labics anglesos, que adopta l'estructura d'una confessió cristiana (presentada al·legòricament com a confessió de pecats en contra d' Amor) com a marc narratiu dins del qual un gran nombre de contes són narrats.:I.203-288 Com en seves obres anteriors, el tema és fonamentalment la moralitat, fins i tot en les històries que tendeixen a descriure comportaments força immorals. Un estudiós afirma que fou la Confessio Amantis, "gairebé exclusivament" que va donar a Gower "reputació poètica